# Jazowo (gmina Ławaryszki)
Jazowo (lit. Tvankiškės) – wieś na Litwie, w rejonie wileńskim, 6 km na południowy wschód od Ławaryszek, zamieszkana przez 45 osób.

## Historia
W dwudziestoleciu międzywojennym leżało w Polsce, w województwie wileńskim, w powiecie wileńsko-trockim, w gminie Mickuny.
Po II wojnie światowej w granicach Związku Sowieckiego. Od 1991 na niepodległej Litwie.